# European Football League 2005
L'Eurobowl 2005 è stata la XIX edizione del massimo torneo europeo per club di football americano.

## Squadre partecipanti
- Lions Bergamo
- Spartiates d'Amiens
- Stockholm Mean Machines
- Moscow Patriots
- Badalona Dracs
- L'Hospitalet Pioners
- Papa Joe's  Tirol Raiders
- Chrysler  Vienna Vikings

## Fase a gironi

### Gruppo 1
| Data      | Ora   | Casa                    | Risultato | Ospiti               | Stadio                         |
| --------- | ----- | ----------------------- | --------- | -------------------- | ------------------------------ |
| 15 maggio | 15:00 | Chrysler Vienna Vikings | 57-16     | L'Hospitalet Pioners | Sportklubplatz Stadion, Vienna |

|    | Squadra                 | Partite | Punti | TD    | Dif. |
| -- | ----------------------- | ------- | ----- | ----- | ---- |
| 1. | Chrysler Vienna Vikings | 1       | 2     | 57:16 | +41  |
| 2. | L'Hospitalet Pioners    | 1       | 0     | 16:57 | -41  |

### Gruppo 2
| Data      | Ora   | Casa                     | Risultato | Ospiti                   | Stadio                         |
| --------- | ----- | ------------------------ | --------- | ------------------------ | ------------------------------ |
| 23 aprile | 15:00 | Badalona Dracs           | 14-42     | Papa Joe's Tirol Raiders | Estadi del Centenari, Badalona |
| 28 maggio | 19:30 | Papa Joe's Tirol Raiders | 39-6      | Badalona Dracs           | Tivoli-Neu Stadion, Innsbruck  |

|    | Squadra                  | Partite | Punti | TD    | Dif. |
| -- | ------------------------ | ------- | ----- | ----- | ---- |
| 1. | Papa Joe's Tirol Raiders | 2       | 4     | 81:20 | +61  |
| 2. | Badalona Dracs           | 2       | 0     | 20:81 | -61  |

### Gruppo 3
| Data      | Ora   | Casa            | Risultato | Ospiti                  | Stadio                  |
| --------- | ----- | --------------- | --------- | ----------------------- | ----------------------- |
| 15 maggio | 14:15 | Moscow Patriots | 19-24     | Stockholm Mean Machines | Stadio Spartak 2, Mosca |

|    | Squadra                 | Partite | Punti | TD    | Dif. |
| -- | ----------------------- | ------- | ----- | ----- | ---- |
| 1. | Stockholm Mean Machines | 1       | 2     | 24:19 | +5   |
| 2. | Moscow Patriots         | 1       | 0     | 19:24 | -5   |

### Gruppo 4
| Data      | Ora   | Casa                | Risultato | Ospiti              | Stadio                      |
| --------- | ----- | ------------------- | --------- | ------------------- | --------------------------- |
| 14 maggio | 19:00 | Spartiates d'Amiens | 34-38     | Lions Bergamo       | Stade Moulonguet, Amiens    |
| 28 maggio | 15:30 | Lions Bergamo       | 35-6      | Spartiates d'Amiens | Stadio Comunale, Osio Sotto |

|    | Squadra             | Partite | Punti | TD    | Dif. |
| -- | ------------------- | ------- | ----- | ----- | ---- |
| 1. | Lions Bergamo       | 2       | 4     | 73:40 | +33  |
| 2. | Spartiates d'Amiens | 2       | 0     | 40:73 | -33  |

## Play-off
|  | Semifinale         | Semifinale               | Semifinale        |               |                    | Eurobowl XIX            | Eurobowl XIX | Eurobowl XIX |  |
|  |                    |                          |                   |               |                    |                         |              |              |  |
|  | Austria (bandiera) | Papa Joe’s Tirol Raiders | 21                |               |                    |                         |              |              |  |
|  | Austria (bandiera) | Papa Joe’s Tirol Raiders | 21                |               |                    |                         |              |              |  |
|  | Austria (bandiera) | Chrysler Vienna Vikings  | 49                |               |                    |                         |              |              |  |
|  | Austria (bandiera) | Chrysler Vienna Vikings  | 49                |               | Austria (bandiera) | Chrysler Vienna Vikings | 29           |              |  |
|  |                    |                          |                   |               | Austria (bandiera) | Chrysler Vienna Vikings | 29           |              |  |
|  |                    |                          | Italia (bandiera) | Lions Bergamo | 6                  |                         |              |              |  |
|  | Italia (bandiera)  | Lions Bergamo            | Italia (bandiera) | Lions Bergamo | 6                  | 42                      |              |              |  |
|  | Italia (bandiera)  | Lions Bergamo            |                   |               |                    |                         |              |              |  |
|  | Svezia (bandiera)  | Stockholm Mean Machines  | 27                |               |                    |                         |              |              |  |